# El Patriota de Guayaquil
El Patriota de Guayaquil era un periódico de la ciudad de Guayaquil, el cual fue fundado poco después de la independencia de la ciudad y funcionó durante la breve época de vida de la Provincia Libre de Guayaquil, e incluso después de su posterior anexión a la Gran Colombia. Su primera edición fue publicada en mayo de 1821. Ha resultado ser una gran herramienta en el estudio historiográfico de Guayaquil en la época independentista.

## Historia
La compra de una imprenta vieja por parte del cabildo de la ciudad de Guayaquil a finales de 1820, fue el factor decisivo para la aparición del primer diario de la actual región litoral de Ecuador. La imprenta le pertenecía a Francisco María Roca, el cual la cedió al cabildo para la publicación de las noticias políticas y militares por las cuales estaba atravesando la Provincia Libre de Guayaquil en las luchas independentistas.